# Martina Nowara
Martina Nowara (* 4. Jänner 1961 in Innsbruck) ist eine österreichische Politikerin der Österreichischen Volkspartei (ÖVP). Seit März 2018 ist sie Abgeordnete zum Tiroler Landtag.

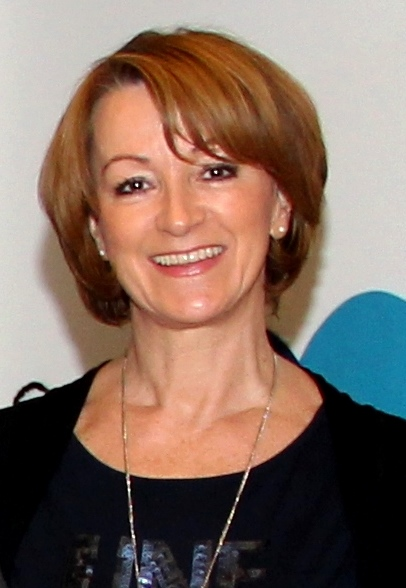
Martina Nowara

## Leben
Martina Nowara besuchte nach der Volks- und Hauptschule in Innsbruck die HBLA für wirtschaftliche Berufe Innsbruck. Anschließend war sie als Büroangestellte, als Sekretärin beim Tiroler Sozialdienst am Kindertageszentrum Innsbruck und als Angestellte bei der Wüstenrot Bausparkasse tätig. Seit 2001 ist sie Administratorin des Innsbrucker Menu Service (IMS) der Innsbrucker Sozialen Dienste. Seit 2004 ist sie Kammerrätin bei der Arbeiterkammer Tirol. Beim Verein Theater InnStanz fungiert sie als Direktorstellvertreterin. Dem Tiroler Verein der Mieter- und Wohnungseigentümer (TMW) gehört sie als Beirat an.

## Politik
Seit 2003 ist sie Obmann-Stellvertreterin der ÖVP Reichenau, seit 2004 ist sie Geschäftsführerin des Österreichischen Arbeitnehmerinnen- und Arbeitnehmerbund (ÖAAB) Innsbruck-Stadt, wo sie seit 2008 auch als stellvertretende Stadtleiterin der ÖVP-Frauen fungiert. Seit 2014 gehört sie der Landesleitung der ÖVP Frauen Tirol an. Am 28. März 2018 wurde sie in der konstituierenden Landtagssitzung der XVII. Gesetzgebungsperiode als Abgeordnete zum Tiroler Landtag angelobt, wo sie Mitglied im Petitionsausschuss, im Ausschuss für Arbeit, Gesundheit, Pflege und Soziales sowie im Ausschuss für Gesellschaft, Bildung, Kultur und Sport ist. Sie rückte für Josef Geisler nach Wechsel in die Landesregierung Platter III nach.